# 2.ª División Blindada (Estados Unidos)

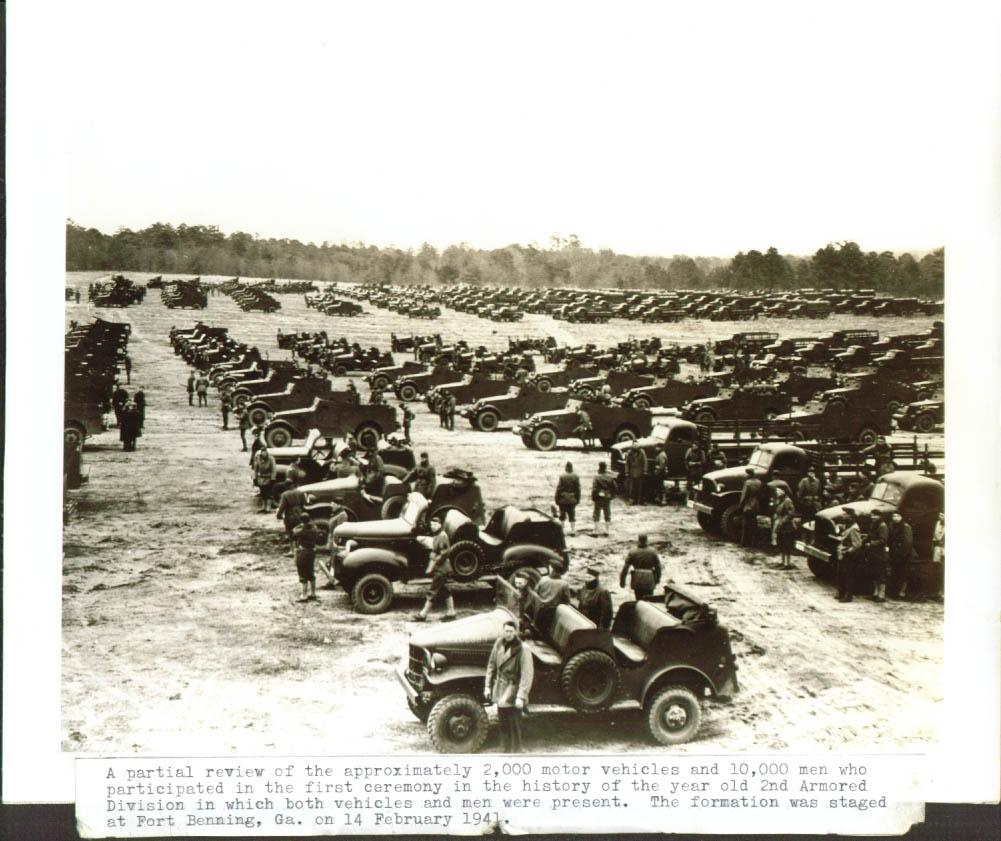
Primera ceremonia de la 2.ª División que agrupa a 10.000 hombres y 2.000 vehículos, en el Día de San Valentín de 1941.

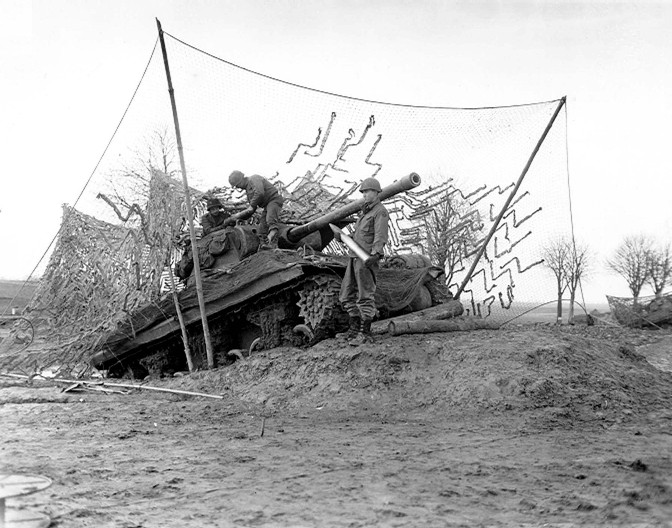
Compañía C, 702d, Batallón de Cazacarros, M36 Jackson en una rampa excavada con lo cual tiene la suficiente elevación para lanzar proyectiles a objetivos enemigos de largo alcance a través del río Roer. Lr: Sargento. Earl F. Schelz, PVT. George E. Van Horne y PFC. Samuel R.Marcum: 16 de diciembre de 1944.

La 2.ª División Blindada ("Infierno sobre Ruedas") era una división blindada del Ejército de los Estados Unidos. La división desempeñó un papel importante durante la Segunda Guerra Mundial, participando en las invasión de Alemania, el norte de África y Sicilia. Participó en la liberación de Francia, Bélgica y los Países Bajos. Durante la Guerra Fría, la división tuvo su base principal en Fort Hood, Texas, y tenía una brigada reforzada estacionada en Garlstedt, Alemania Occidental. En 1995, después de la participación en la Guerra del Golfo Pérsico la división fue disuelta.
La 2.ª División Blindada se formó en Fort Benning, Georgia, el 15 de julio de 1940, al  redesignar y reorganizar la Brigada Provisional de Tanques (el 66.º Regimiento de Infantería (Tanques Ligeros), el 67.º Regimiento de Infantería (Tanques Medianos) y el 68.º Regimiento de Infantería (Tanques Ligeros) . Al principio estaba al mando el mayor general Charles L. Scott, a cargo del entrenamiento se encontraba el coronel George S. Patton Jr. Scott fue ascendido al comandante del I Cuerpo Blindado en noviembre de ese año, lo que puso a Patton al mando de la división, ahora como general de brigada, en febrero de 1942 el mayor general Willis D. Crittenberger, pasó al mando de la división y sirvió con en el Primer, Séptimo y Noveno Ejército durante toda la guerra.
La 2.ª División Blindada se organizó como una división blindada "pesada", lo que significa que contenía dos regimientos blindados, cada regimiento tenía dos batallones de tanques medianos y un batallón de tanques ligeros y cada batallón constaba de tres compañías (18 compañías de tanques en total). Junto con la 3.ª División Blindada, mantuvo su organización durante la Segunda Guerra Mundial, las otras 14 divisiones acorazadas de EE. UU. se reorganizaron como divisiones acorazadas "ligeras", con tres batallones de tanques, cada uno compuesto por tres compañías de tanques medianos y una compañía de tanques ligeros (un total de 12 compañías de tanques). Ambos tipos tenían un componente de infantería de tres batallones mecanizados, aunque las divisiones pesadas mantenían una organización de "regimiento de infantería blindada".
Las unidades centrales de la división eran el 41.º Regimiento de Infantería Blindada, el 66.º Regimiento Blindado, el 67.º Regimiento Blindado, el 17.º Batallón de Ingenieros Blindados, el 82.º Batallón de Reconocimiento Blindado y la 142.ª Compañía de Señales Blindadas. El 82.º Batallón de Reconocimiento Blindado era conocido como los "ojos y oídos" de la 2.ª División Blindada.
La 2.ª División Acorazada tenía tres batallones de artillería (el 14, el 78 y el 92 ), contaba con unidades de apoyo, incluido el 2.º Batallón de Mantenimiento de Artillería, el 2.º Batallón de Suministros, el 48.º Batallón Médico Blindado, un pelotón de banda y policía militar. La policía militar y la banda tenían la tarea de defender el cuartel general, bajo la bandera de la 502d Adjutant General Company (502d AG).

## Campaña en África del Norte
Elementos de la división estuvieron entre los primeros militares estadounidenses en participar en operaciones ofensivas de combate terrestre en el teatro europeo y mediterráneo durante la Segunda Guerra Mundial. La 2.ª División Acorazada, ahora al mando del mayor general Ernest N. Harmon, sirvió en el norte de África junto con la 1.ª División Acorazada . Formaban parte de la Fuerza de Tarea Occidental de la Operación Toch, que desembarco en Casablanca en el Marruecos francés, el 8 de noviembre de 1942. El resto del componente estadounidense de Torch eran las divisiones de infantería 1, 3, 9 y 34. Sin embargo, la 2.ª División Blindada no vio mucha acción en el norte de África y en cambio, permaneció en África del Norte en tareas de guarnición y entrenamiento. En abril de 1943, el general de división Harmon cedió el mando de la división al General de división Hugh Joseph Gaffey . El entrenamiento en operaciones anfibias comenzó como preparación para un desembarco anfibio en Sicilia .

## Operación Husky

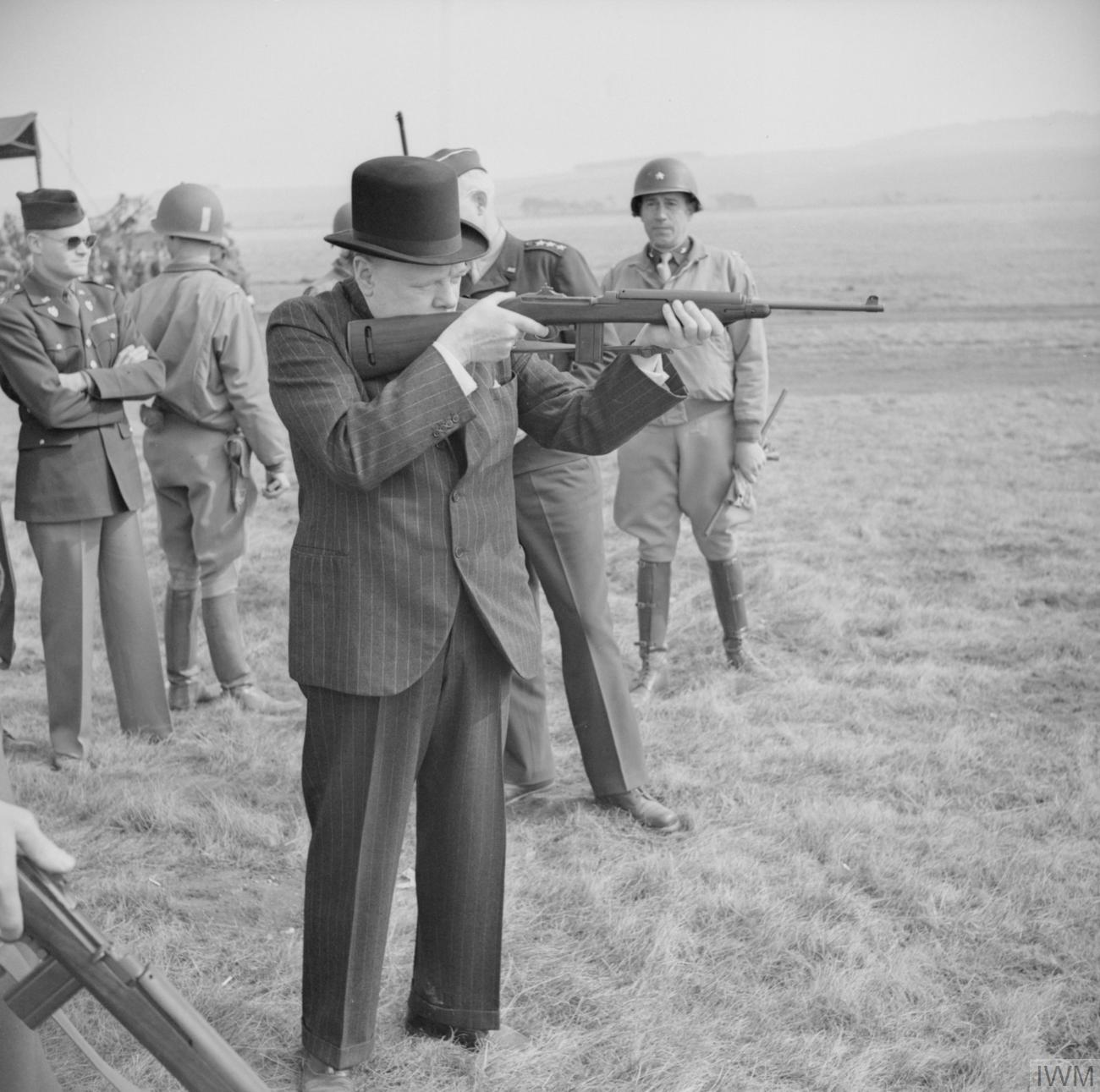
El Primer Ministro británico Winston Churchill dispara una carabina estadounidense .30 durante una visita a la 2.ª División Blindada de EE. UU. en Salisbury Plain, el 23 de marzo de 1944.

La división desembarcó el 10 de julio de 1943 como fuerza de reserva de la Western Task Force de la Operación Husky (nombre en clave de la invasión aliada de Sicilia), en apoyo de la 1.ª División de Infantería en la Batalla de Gela . Posteriormente, la división vio acción en el segundo desembarco en Licata, Sicilia, el 21 de julio, tras el desembarco más conocido de la 3.ª División de Infantería el 10 de julio. El 2.º Blindada, que operaba en estrechamente con los paracaidistas de la 82.ª División Aerotransportada, luchó hasta la capital siciliana de Palermo. En el camino capturó a miles de prisioneros de guerra italianos (POW). Los combates en Sicilia llegaron a su fin el 17 de agosto, sufrió bajas relativamente leves en la breve campaña, ganando su primera Medalla de Honor de la Segunda Guerra Mundial, perteneciente al sargento Gerry H. Kisters. Durante la campaña, la división pasó a estar bajo el mando del Séptimo Ejército de EE. UU el cual estaba al mando del teniente general George S. Patton, quien ya había sido comandante de la división.
Poco después, la 2.ª División fue enviada a Inglaterra, en preparación para la invasión aliada de Normandía, permaneciendo allí hasta junio de 1944. En abril, la división recibió un nuevo comandante, el general de división Edward H. Brooks, un veterano condecorado de la Primera Guerra Mundial, en sustitución del general de división Gaffey.

### Invasión de Normandia

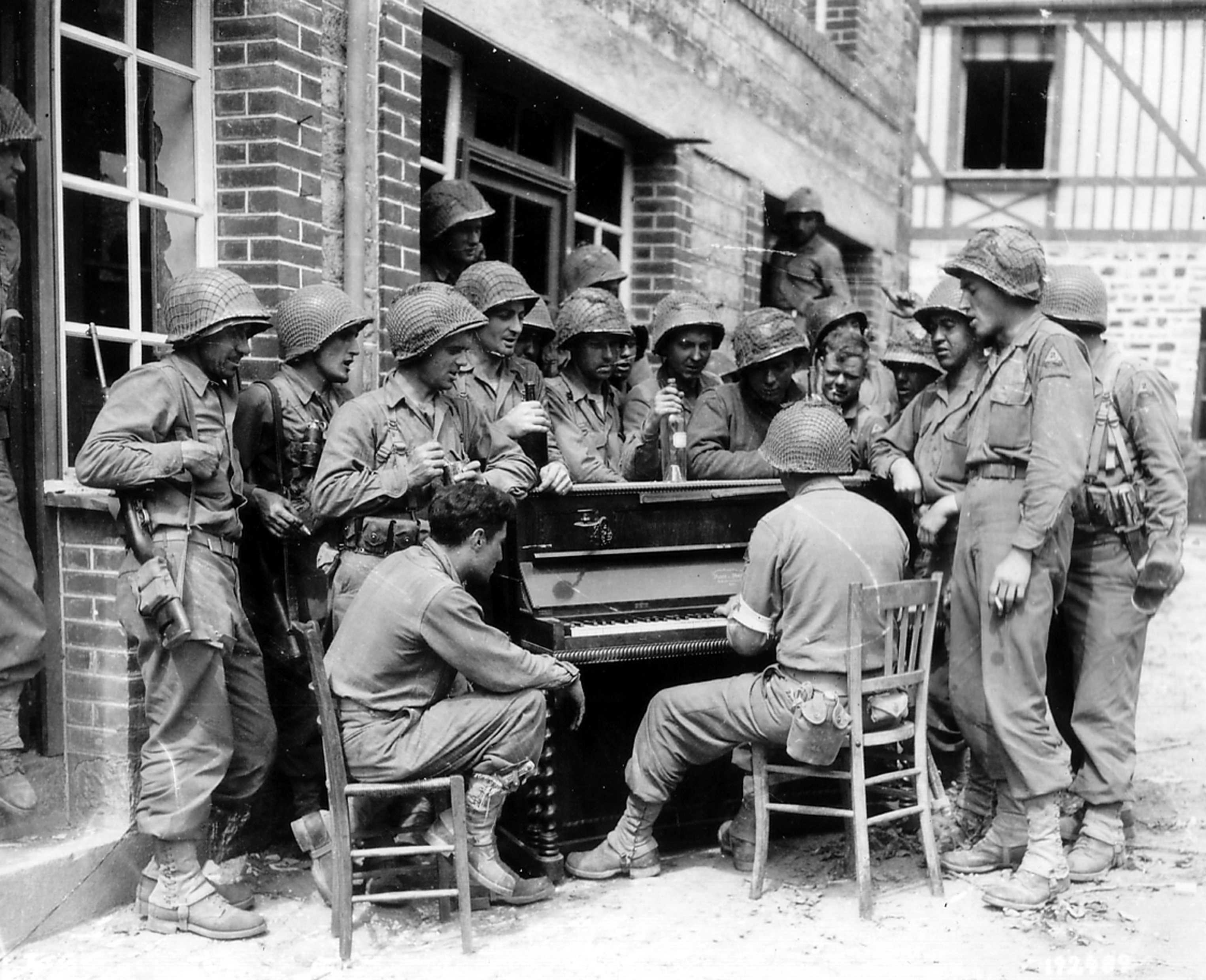
Soldados de la 2.ª división en Barenton, Normandía.

La 2.ª División aterrizó en la playa de Omaha en Normandía el 9 de junio de 1944, tres días después del desembarco inicial en aquel lugar y operó en la península de Cotentin, formando más tarde el flanco derecho del asalto de la Operación Cobra. La división rodeó a la 2.ª División Panzer SS Das Reich y a la 17.ª División Panzergrenadier SS Götz von Berlichingen alrededor de Roncey, y destruyó la mayor parte de su equipo blindado. En La Chapelle, una 2.ª columna SS Panzer fue atacada a quemarropa por la artillería de la 2.ª División Blindada. En el transcurso de dos horas, la artillería estadounidense disparó más de 700 proyectiles contra la columna enemiga. Los alemanes tuvieron 50 muertos y 60 heridos y 197 cayeron prisioneros, las pérdidas materiales incluyeron la destrucción de más de 260 vehículos de combate alemanes. Más allá de la ciudad, el 2.° Blindado se enfrentó a otra columna, dando de baja a 1.150 soldados alemanes, y destruyendo 96 vehículos y camiones de combate blindados. La 2.ª División Acorazada de EE. UU. destruyó 64 tanques y otros 538 vehículos de combate alemanes durante la Operación Cobra,, perdiendo solo 49 tanques. La 2.ª División Blindada infligió más de 7.370 bajas a los alemanes, mientras que sufrió 914 bajas propias. Esto es aproximadamente una disparidad de ocho veces. El 2.º Acorazado frustró la Operación Lüttich, el contraataque alemán en Avranches, luego ataravezo Francia con el resto del Primer Ejército, alcanzando el Canal Albert de Bélgica el 8 de septiembre. El 18 de septiembre cruzó la frontera alemana cerca de Sittard y tomó posiciones defensivas cerca de Geilenkirchen . El 3 de octubre, la división, ahora comandada nuevamente por el mayor general Harmon, lanzó un ataque contra la Línea Sigfrido desde Marienberg, se abrió paso, cruzó el río Wurm, se apoderó de la ciudad de Puffendorf el 16 de noviembre y de Barmen el 28 de noviembre.

## Medallas Recibidas
Los miembros de la división recibieron 9.369 condecoraciones individuales, incluidas dos Medallas de Honor, veintitrés Cruces por Servicios Distinguidos y 2.302 Estrellas de Plata, así como casi 6.000 Corazones Púrpura; entre los que recibieron la Estrella de Plata figuraban Edward H. Brooks, Hugh Armagio, Stan Aniol, el sargento primero John J. Henry, William L. Giblin, Neil J. Garrison, Morton Eustis, hijo de William Corcoran Eustis, y el sargento Kenneth J. White. La división fue citada en dos ocasiones por el gobierno belga y los soldados de la división lucieron durante los siguientes 50 años la fourragere de la Croix de Guerre belga .

## Composición
La división estaba compuesta por las siguientes unidades:
- Compañía del Cuartel General
- Compañía de servicio
- Comando de combate A
- Comando de combate B
- Reserva de Comando de Combate
- 66 ° Regimiento Blindado
- 67 ° Regimiento Blindado
- 41.º Regimiento de Infantería Blindada
- 82 ° Batallón Blindado de Reconocimiento
- 17 ° Batallón de Ingenieros Blindados
- 142.ª Compañía de señales blindadas
- Artillería de la 2.ª División Acorazada
  - 14 ° Batallón de Artillería Blindada de Campaña
  - 78 ° Batallón de Artillería Blindada de Campaña
  - 92 ° Batallón de Artillería Blindada d Campaña
- 2.ª División Blindada de Trenes
  - 2.º Batallón de Mantenimiento de Artillería
  - Batallón de Suministros
  - 48 ° Batallón Médico Blindado
  - Pelotón de policía militar
  - 502.ª Compañía de Inteligencia Militar

### Damnificados
- Total de bajas en batalla: 5.864[9]
- Muerto en acción: 981[9]
- Heridos en combate: 4.557[9]
- Desaparecido en acción: 60[9]
- Prisioneros de guerra: 266[9]
- Días de batalla: 443[9]

## Servicio en la Guerra Fría y Vietnam
Tras un breve período de servicio en la Alemania ocupada, la división regresó a Fort Hood, Texas, en 1946 para volver a capacitarse y reorganizarse. En 1951, la 2.ª División Blindada regresó a Alemania Occidental para servir como parte del 7.º Ejército 
En 1952 durante su estancia en Alemania con el 7.º Ejército, la 2.ª División Blindada tenía su base en Stuttgart-Vaihingen bajo el mando del General Williston Palmer . Durante este tiempo, Palmer contó con la ayuda de un joven cabo Samuel Adler dentro de sus filas para organizar la Orquesta Sinfónica del Séptimo Ejército . Durante el transcurso de las próxima década, la orquesta permaneció con la 2.ª División Blindada y el Séptimo Ejército mientras apoyaba las iniciativas de diplomacia cultural de Estados Unidos en toda Europa durante el apogeo de la Guerra Fría.
En 1957 la división regresó al III Cuerpo en Fort Hood.
La Infantería 1/50; 2/1 Caballería; 1/40 de Artillería de campaña, y 1/92 Field Artillery lucharon en la guerra de Vietnam, pero no la división en su conjunto. La división incluía a los " Tres de Fort Hood ", un grupo de tres soldados que se negaron a embarcarse cuando se les ordenó desplegarse en Vietnam en 1966.
La mayor parte de la división pasaría los próximos 35 años en Fort Hood, permaneciendo en servicio activo durante la Guerra Fría. Su misión principal era prepararse para llevar a cabo combates con blindado contra las fuerzas del Pacto de Varsovia en defensa de la OTAN. La división constituía un componente clave en el plan militar de Estados Unidos para trasladar "diez divisiones en diez días" a Europa en caso de un ataque soviético a la OTAN. La división practicó esta tarea en numerosas ocasiones durante el Ejercicio Reforger de 1967 hasta 1988. Para desarrollar y mantener las habilidades de combate, las brigadas de maniobra de la división se desplegaban casi todos los años en el Centro Nacional de Capacitación para enfrentarse a una fuerza opuesta que modelaba armas y tácticas militares soviéticas.
Sin embargo, con el final de la Guerra Fría el ejército estadounidense comenzó a reducir sus unidades de combate y se tenía previsto su disolución en la  primavera de 1990.

## 2.ª División Blindada (Avanzada)

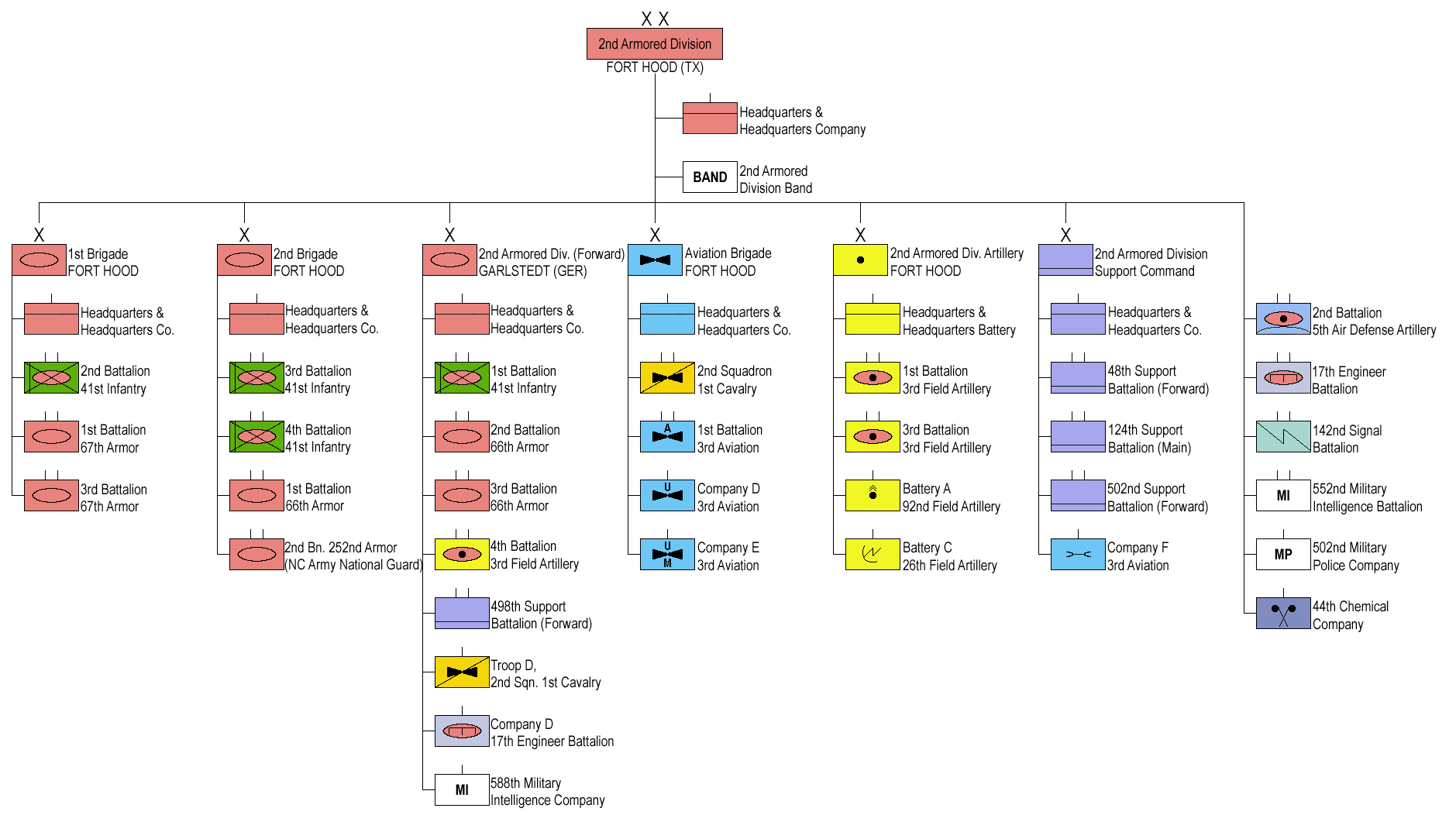
Estructura de la 2.a División Blindada 1989 (haga clic para ampliar)

En 1975, la tercera brigada de la 2.ª División Blindada se desplegó en Alemania Occidental y fue asignada al Grupo de Ejércitos del Norte de la OTAN (NORTHAG). La brigada recibió unidades adicionales de aviación, ingeniería, inteligencia militar, médica, logística y fue rebautizada como la 2.ª División Blindada (Avanzada). La misión principal de la unidad en caso de conflicto con el Pacto de Varsovia era, o bien asegurar los aeródromos y áreas de preparación para el despliegue del III Cuerpo de los Estados Unidos, o desplegarse directamente en la Frontera Interalemana (IGB) y establecer una posición de bloqueo como parte de una fuerza de combate de la OTAN.
Desde 1975 hasta 1978, el cuartel general de la brigada estuvo situado en Grafenwöhr, junto con los batallones rotativos de blindados y artillería además de las unidades de ingenieros y caballería de apoyo. Dos batallones de infantería rotativos operaban desde su base en Hohenfels y Vilseck. Las rotaciones semestrales continuaron hasta 1978, inmediatamente antes del traslado a instalaciones permanentes del norte de Alemania.

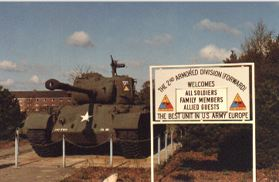
Lucius D. Clay Kaserne fue la sede de la 2.ª División Blindada (Avanzada) del Ejército de EE. UU. desde 1978 hasta 1993. El Kaserne estaba ubicado a 24 kilómetros al norte de la ciudad de Bremen.

La 2.ª División Blindada (Avanzada) tuvo su base en unas nuevas instalación militar cerca del pueblo de Garlstedt, al norte de la ciudad de Bremen. La construcción de la base costó casi $140 millones, la mitad de lo gastado fue pagado por la República Federal de Alemania. La brigada contaba con aproximadamente 3.500 soldados, otros 2.500 familiares a cargo y empleados civiles. El gobierno alemán construyó viviendas para las familias en la cercana ciudad de Osterholz-Scharmbeck. Además de barracones para las tropas, parque móvil, un campo de tiro cubierto, instalaciones de reparación, logística y un área de entrenamiento local, Garlstedt contaba con una clínica médica para las tropas, una oficina de correos, una biblioteca, un cine y un club combinado para oficiales, suboficiales y reclutas. Los soldados de la división y sus familiares reciban transmisiones de radio y televisión de la The American Forces Network (AFN) – Europa a través de la estación afiliada de AFN Bremerhaven ubicada en la cercana ciudad portuaria de Bremerhaven. En abril de 1986, se abrió un restaurante Burger King en el kaserne.
La brigada fue designada oficialmente como 2.ª División Blindada (Adelante) durante las ceremonias celebradas en Grafenwöhr, RFA, el 25 de julio de 1978. Las instalaciones de Garlstedt fueron entregadas oficialmente a Estados Unidos por el gobierno alemán en octubre. En ese momento, el kaserne (campamento) de Garlstedt llevaba el nombre del general Lucius D. Clay, venerado por el pueblo alemán por su papel como comandante militar estadounidense tras la Segunda Guerra Mundial. Su hijo, un mayor general retirado del ejército estadounidense, asistió a la ceremonia.

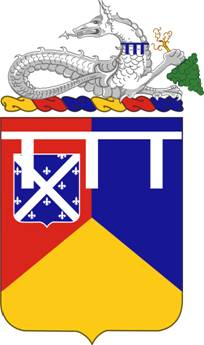
Escudo del 66º Regimiento de Blindados. Los batallones 2.º y 3.º del regimiento proporcionaron el punzón de blindaje pesado de la 2.ª División Blindada (Avanzada).

El general de brigada a cargo de la 2.ª División Blindada (Avanzada) tenía un mando único. Además del mando de la brigada pesada, también se desempeñó como Comandante del III Cuerpo (Avanzado), con sede en Maastricht, Países Bajos, y como comandante de todas las fuerzas del Ejército de EE. UU. en el norte de Alemania, incluidas las comunidades militares de Garlstedt y Bremerhaven. En el caso de despliegue del III Cuerpo y/o la 2.ª División Acorazada de los Estados Unidos, el comandante de división volvería a su puesto como comandante adjunto de división, para las operaciones de la 2.ª División Blindada. Esta contingencia se practicó durante los ejercicios REFORGER de 1980 y 1987. Como resultado de este trabajo variado y exigente, el mando de la 2.ª División Blindada (Avanzada) se consideró una asignación de primera.[cita requerida] para los generales de brigada de la rama blindada, a la par quizás sólo con la Brigada Berlín por su gran visibilidad y potencial de ascenso a un rango superior. Los generales de brigada que ocuparon el puesto incluyeron a James E. Armstrong, George R. Stotser, Thomas H. Tait, William F. Streeter, John C. Heldstab y Jerry R. Rutherford.
Las unidades de combate subordinadas de la brigada consistían inicialmente en el 3.er{{{2}}} Batallón, 41.º de Infantería, 2.º Batallón, 50.º de Infantería, 66º de Blindados (Caballeros de Hierro), 1.º Batallón, 14.º de Artillería de Campaña y la Tropa C, 2.º Escuadrón, 1.º de Caballería. En octubre de 1983, como parte del programa de alineación de regimientos del ejército, el 2-50 de Infantería fue rebautizado como 4-41 de Infantería y el 1-14 de Artillería de Campaña como 4-3 de Artillería de Campaña. Otras unidades subordinadas de la brigada finalmente incluyeron al 498.° Batallón de Apoyo, la Compañía D, el 17.° Batallón de Ingenieros y la 588.° Compañía de Inteligencia Militar. La brigada también contaba con un pelotón de policía militar y un destacamento de aviación. En 1986, bajo el plan de retención y dotación de la unidad COHORT del ejército, la Infantería 3-41 regresó a Fort Hood y fue reemplazada por la Infantería 1-41. En 1987, la Infantería 4–41 regresó a Fort Hood, Texas y fue reemplazada por la 366° Blindada (Caballeros de Burt, llamada así por el capitán James M. Burt, quien recibió la Medalla de Honor como comandante de una compañía del 66° Regimiento Blindado en la batalla de Aquisgrán durante la Segunda Guerra Mundial). Convertida ahora en una brigada de blindada, la 2.ª División Blindada (Avanzada) desplegó 116 tanques M-1A1 Abrams y casi 70 vehículos de combate Bradley M2/3.
La brigada se desplegó inicialmente en Alemania con el carro de combate M60A1 Patton y el vehículo blindado M113 para transporte de tropas. La 4-3.ª Artillería de Campaña tenía el obús autopropulsado M109 de 155 mm. En 1984, el 2-66° AR fue equipado con el tanque M1/IPM1/M1A1 Abrams. En 1985, el 3-41º IN y el 4-41º IN fue equipada con el M2 Bradley; además, el C/2-1 de Caballería fue sustituido por una tropa de caballería aérea, el D/2-1 de Caballería, armada con helicópteros de ataque AH-1S Cobra.

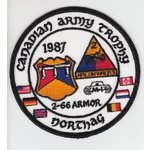
Parche del uniforme del Trofeo del Ejército Canadiense de 1987 de 2–66th Armor.

La división participó en numerosos ejercicios de adiestramiento importantes de la OTAN, como "Trutzige Sachsen" (1985), "Crossed Swords" (1986) y el "Retorno de las Fuerzas a Alemania" (REFORGER) (1980 y 1987). Las unidades subordinadas de la división utilizaron los polígonos de tiro y maniobras de la OTAN en el Área de Entrenamiento de Bergen-Hohne para el entrenamiento de tiro y maniobras.. Cada año la división en su conjunto se desplegaba hacia el sur a las áreas de entrenamiento de Grafenwöhr y Hohenfels (ambas en Baviera) para la calificación anual de tiro y maniobras de tripulaciones y unidades. Durante estos despliegues, la 2.ª División Blindada (Avanzada) se labró una reputación de excelencia, sobre todo en artillería de tripulaciones de carros de combate.
Las compañías de tanques 2-66, y más tarde 3-66, Blindada compitieron en la competición bianual de artillería de tanques de la OTAN, el Trofeo del Ejército Canadiense, o "CAT", como parte del equipo NORTHAG. Compañía C, 2–66 participaron por primera vez por el trofeo en 1983. Aunque un pelotón de tanques de Alemania Occidental ganó la competencia ese año en Bergen Hohne, 2–66 sorprendió a la competencia al obtener buenos resultados con sus viejos tanques M60A1, que usaban tecnología  de la Segunda Guerra Mundial como el telémetro óptico. Esto mostró el valor del conocimiento del curso local sobre la tecnología pura. C Company, 2–66° compitió por el trofeo nuevamente en 1985, y D Company, 2–66° fue parte del equipo NORTHAG en 1987. En 1989 C Company, 3–66° ganó la competencia por completo. La participación en "CAT" fue motivo de gran orgullo entre las tripulaciones de tanques del 2AD (FWD).
La división tenía una asociación formal con Panzergrenadierbrigade 32, una brigada de infantería mecanizada de la Bundeswehr de la República Federal de Alemania con sede en las cercanías de Schwanewede . La división también tenía relaciones informales con las fuerzas NORTHAG holandesas, belgas y británicas, a menudo realizando actividades de entrenamiento conjuntas en Bergen Hohne.

## Guerra del Golfo
La invasión de Kuwait por Saddam Hussein en agosto de 1990 sorprendió a la división en medio de la reducción de efectivos del ejército estadounidense tras la guerra fría ordenada por el Secretario de Defensa Richard Cheney. La 2.ª Brigada de la división no pudo desplegarse en su conjunto, estaba en medio de su disolución junto con la 9.ª División de Infantería de élite, que se había entrenado durante la década de 1980 para luchar en una guerra de desierto en el Medio Oriente. Algunas unidades como A 1/92, una unidad MLRS, así como un par de otras, se adjuntaron a la 1.ª Brigada de la División, conocida como la Brigada del Tigre, para la guerra y fue comandada por el coronel John B. Sylvester, desplegado en Arabia Saudita de forma independiente y participó en la Operación Tormenta del Desierto proporcionando apoyo blindado pesado para las fuerzas del Cuerpo de Marines de los Estados Unidos (USMC) en su ataque a Kuwait. Fue encabezado por 3-41 Infantry's Straight and Stalwart Battalion Task Force y The Tiger Brigades 1-3 Field Artillery Bn. Sirvió en la batalla del Aeropuerto Internacional de Kuwait. A la Tiger Brigade se le atribuyó la destrucción o la captura de 181 tanques enemigos, 148 APC, 40 piezas de artillería, 27 emplazamientos antiaéreos y 263 soldados iraquíes muertos y otros 4.051 capturados.

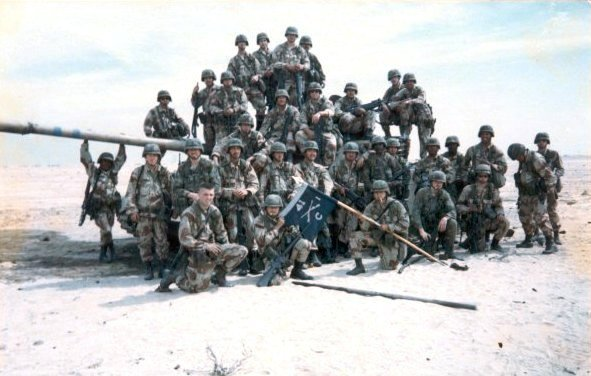
Soldados del 2.º Pelotón, Compañía C, 1.º Batallón, 41º Regimiento de Infantería, 2.ª División Blindada (FWD) posan con un tanque iraquí capturado durante la 1.ª Guerra del Golfo, febrero de 1991.

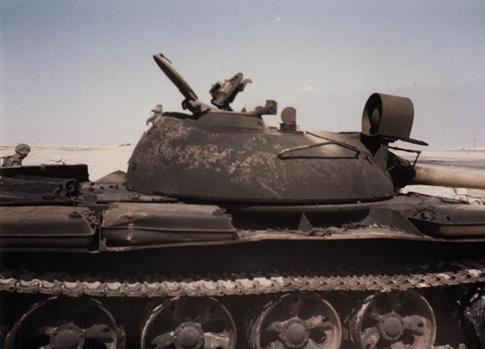
Un tanque de la Guardia Republicana Iraquí destruido por la Fuerza de Tarea 1-41 de Infantería de la 2.ª División Blindada durante la 1.ª Guerra del Golfo, febrero de 1991.

La 3.ª brigada de la división, con base en Alemania, se desplegó en Arabia Saudita en el otoño de 1990 y actuó como la tercera brigada de maniobras de la 1.ª División de Infantería desde Fort Riley, KS. Uno de los batallones de la brigada, la Fuerza de Tarea 1-41 de Infantería, fue la primera fuerza de la coalición en cruzar la frontera de Arabia Saudita el 15 de febrero de 1991 y llevar a cabo operaciones de combate terrestre en Irak participando en combates de fuego directos e indirectos con el enemigo el 17 de febrero de 1991. Praticipo en la batalla de seis horas para despejar las posiciones defensivas iniciales de Irak. Inicialmente se le encomendó realizar misiones de contra reconocimiento y reconocimiento contra las unidades de reconocimiento iraquíes. La brigada participó en la batalla de 73 Easting con la 1.ª División de Infantería (Mecanizada) y el 2.º Regimiento de Caballería Blindada. Fueron responsables de la destrucción de la 18.ª Brigada Mecanizada y la 9.ª Brigada Blindada iraquíes de la División de Infantería Mecanizada Tawakalna de la Guardia Republicana y de la 26ª División de Infantería iraquí. Desempeñaron un papel clave en la destrucción de la 12.ª División Blindada destruyendo 80 vehículos de combate. La brigada destruyó 60 tanques iraquíes y 35 vehículos de infantería a lo largo del oleoducto IPSA. Esto se conoce como la Batalla de Norfolk . El batallón 4-3 FA de la división jugó un papel importante en la destrucción de 50 tanques enemigos, 139 APC, 30 sistemas de defensa aérea, 152 piezas de artillería, 27 lanzadores de misiles, 108 morteros y 548 vehículos con ruedas, 61 líneas de trincheras, posiciones de búnker, 92 objetivos de infantería atrincherados y abiertos y 34 emplazamientos logísticos durante sus operaciones de combate. Antes del final de las operaciones de combate, la 2.ª División Blindada (Adelante) se enfrentaría a un total de 11 divisiones iraquíes. Al amanecer del tercer día de la campaña terrestre, la 2.ª División Blindada (Avanzada) participó en la destrucción de cuatro brigadas mecanizadas y de tanques iraquíes y dos divisiones. Entre el alto el fuego y el fin oficial de la guerra en abril de 1991, la 2.ª División Blindada (Avanzada) participó en operaciones de seguridad para garantizar la paz en Kuwait. A continuación, la división se trasladó a Arabia Saudita, donde algunos de sus soldados establecieron y administraron tres campos de refugiados cerca de Raffia, Arabia Saudita. Entre el 15 de abril y el 10 de mayo, el personal de socorro de la División procesó a más de 22.000 refugiados iraquíes. Tras entregar los campos al gobierno Saudí, la unidad volvió a desplegarse en Alemania.

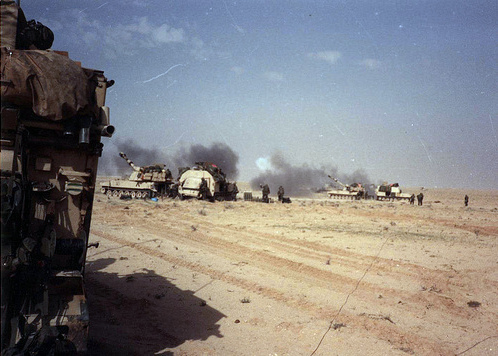
El 4.º Batallón del 3.er Regimiento de Artillería de Campaña, la 2.ª División Blindada (FWD) realiza ataques de artillería contra posiciones iraquíes durante la 1.ª Guerra del Golfo. 4-3 FA fue el principal batallón de apoyo de fuego para la Infantería Task Force 1-41 durante la Primera Guerra del Golfo, febrero de 1991.

El batallón de helicópteros de ataque de la división, 1.er Batallón, 3.er Regimiento de Aviación, se movilizo desde Fort Hood a Arabia Saudita en el otoño de 1990 adjunto y con el apoyo de la 1.ª División de Caballería (también con base en Ft. Hood). El batallón estaba equipado con helicópteros de ataque McDonnell Douglas AH-64 Apache. El batallón participó en muchos ataques aéreos a lo largo de la región fronteriza durante la campaña aérea. La unidad apoyo con misiones de cobertura a  las fuerzas terrestres cuando estas avanzaron hacia Irak. El 1.er Batallón, 3.er Regimiento de Aviación fue replegado a Arabia Saudita tras el alto el fuego, con dos escuadrones estacionados en Kuwait para proporcionar servicios de reabastecimiento y rearme a los aviones del batallón por si se reanudaban las hostilidades. La unidad regresó a Fort Hood, Texas, en abril de 1991. La unidad se desactivó el 16 de septiembre de 1991 y la bandera del regimiento se transfirió a otra unidad, el 3.er Batallón, 3.er Regimiento de Aviación con base en Alemania. La unidad fue transferida en su totalidad a Fort Campbell, Kentucky, en agosto de 1991 y se convirtió en el 2.° Batallón del 101.° Regimiento de Aviación (parte de la 101.ª División Aerotransportada).

## Fin del Servicio Activo
Después de la Guerra del Golfo, la división pasó por una serie de inactivaciones y reagrupamiento. Debido a la reestructuración del Ejército de los EE. UU. tras el final de la Guerra Fría, la división fue retirada del servicio activo, poniendo fin a más de 50 años de servicio ininterrumpido. A su regreso a Fort Hood en 1991, la Brigada Tigre y el 1.er Batallón del 3.er Regimiento de Aviación, todo lo que quedaba de la división con base en EE. UU., fueron rebautizados como 3.ª Brigada, 1.ª División de Caballería, y 2.º Batallón, 101º Regimiento de Aviación, respectivamente. El 1 de septiembre de 1991, la 2.ª División Acorazada (Avanzada), en Alemania, se convirtió oficialmente en la 2.ª División Blindada después de que se inactivaran los elementos principales de la 2.ª División Blindada en Fort Hood. Durante el verano y el otoño de 1992, 2.ª División Blindada fue inhabilitada. la base Lucius D. Clay Kaserne fue devuelta al gobierno alemán y más tarde se convertiría en la sede de la Escuela de Suministros y Logística del Ejército Alemán (Logistikschule der Bundeswehr ), así como del General der Nachschubtruppe .
En diciembre de 1992, la 5.ª División de Infantería (Mecanizada) en Fort Polk, Luisiana, fue rebautizada como 2.ª División Blindada. En 1993, la unidad se trasladó a Fort Hood. En diciembre de 1995, la 2.ª División Blindada volvió a cambiar de bandera, esta vez como la 4.ª División de Infantería (Mecanizada), estacionada en Fort Carson, CO. Esto puso fin formalmente a los 55 años de historia de la 2.ª División Blindada. Varias unidades históricamente asociadas con la 2.ª División Blindada, incluidos los batallones del 66.º Regimiento Blindado en Fort Hood, TX, el 41.º Regimiento de Infantería en Fort Carson, Colorado, la 1.ª División Blindada en Fort Bliss, Texas, y la 172.ª Brigada de Infantería en Grafenwöhr, Alemania (desactivado el 31 de mayo de 2013).
El nombre de Lucius D. Clay se reutilizó más tarde para el aeródromo del ejército de Wiesbaden .
Aunque fue desactivada, la división fue identificada como la cuarta división inactiva de más alta prioridad en el esquema de linaje del Centro de Historia Militar del Ejército de los Estados Unidos debido a sus numerosos reconocimientos y larga historia. Todas las banderas y elementos heráldicos de la división se trasladaron al Museo Nacional de Infantería en Fort Benning, Georgia, luego de su inactivación. Si el Ejército de EE. UU. decide activar más divisiones en el futuro, lo más probable es que el centro sugiera que la primera nueva división sea la 9.ª División de Infantería, segundo, la 24.ª División de Infantería, tercero, la 5.ª División de Infantería y cuarto, la 2.ª División Blindada.[cita requerida]

## Comandantes
- Charles L. Scott julio 1940 – noviembre 1940
- George S. Patton Jr. noviembre 1940 – junio 1942
- Willis D. Crittenberger, junio 1942 – julio 1942
- Ernest N. Harmon julio 1942 – 6 de abril de 1943
- Allen F. Kingman Abril 1943 – 5 de mayo de 1943
- Hugh J. Gaffey 5 de mayo de 1943 – 17 de marzo de 1944
- Virgil C. Syverson 23 de agosto de 1940 – 9 de junio de 1945
- Edward H. Brooks 17 de marzo de 1944 – 12 de septiembre de 1944
- Ernest N. Harmon 12 de septiembre de 1944 – 19 de junio de 1945
- Isaac D. White 19 de junio de 1945 – 8 de julio de 1945
- John H. Collier 8 de julio de 1945 – 4 de septiembre de 1945
- John M. Devine 4 de septiembre de 1945 – 24 de marzo de 1946
- John W. Leonard 24 de marzo de 1946 – October 1946
- Leland S. Hobbs October 1946 – August 1947
- James G. Christiansen septiembre  1947 – 28 de junio de 1949
- Albert C. Smith 28 de junio de 1949 – Noviembre1, 1950
- Williston B. Palmer ?? – Noviembre24, 1951
- Charles K. Gailey Jr. Noviembre24, 1951 – 3 de abril de 1952
- George W. Read Jr. 3 de abril de 1952 – abril 1953
- Leander L. Doan abril 1953 – 20 de junio de 1955
- Clark L. Ruffner 20 de julio de 1955 – 5 de abril de 1956
- Conrad S. Babcock Jr. 5 de abril de 1956 – 1 de junio de 1957
- Briard Poland Johnson 1 de junio de 1957 – 30 de octubre de 1958
- Earle G. Wheeler 30 de octubre de 1958 – 1 de abril de 1960
- Edward G. Farrand 1 de abril de 1960 – 1 de julio de 1961
- William H.S. Wright 1 de julio de 1961 – 13 de febrero de 1963
- Edwin H. Burba 13 de febrero de 1963 – agosto 1964
- George R. Mather septiembre 1964 – julio 1965
- John E. Kelly Julio  1965 – 3 de julio de 1967
- Joseph A. McChristian 3 de julio de 1967 – 22 de julio de 1969
- Leonard C. Shea 22 de julio de 1969 – Noviembre1, 1969
- Wendell J. Coats Noviembre1, 1969 – 3 de agosto de 1971
- George G. Cantlay 3 de agosto de 1971 – 16 de julio de 1973
- Robert L. Fair 16 de julio de 1973 – 5 de agosto de 1975
- George Patton IV 5 de agosto de 1975 – Noviembre3, 1977
- Charles P. Graham 3 de noviembre de 1977 – 6 de febrero de 1980
- Richard L. Prillaman 6 de febrero de 1980 – julio 1982
- John W. Woodmansee julio 1982 – 20 de agosto de 1984
- Richard Scholtes 20 de agosto de 1984 – 24 de junio de 1986
- Roger J. Price 24 de junio de 1986 – 24 de junio de 1988
- Glynn C Mallory Jr. 24 de junio de 1988 – junio 1990
- Philip H. Mallory Julio 1990 – abril 1991
- Paul E. Blackwell, April 1991 - mayo 1992
- Jared L. Bates Noviembre1992 – 7 de mayo de 1994
- Robert S. Coffey 7 de mayo de 1994 – 15 de diciembre de 1995

## En la cultura popular
La división ha aparecido en:
Películas
- Fury : sigue a los hombres del 66.º Regimiento Blindado, que operan en apoyo de la 30.ª División de Infantería, dentro de Alemania, en abril de 1945, en los últimos días de la Segunda Guerra Mundial.

Televisión
- Band of Brothers : en el episodio "Carentan", la división aparece en la batalla de Bloody Gulch.

Juegos de vídeo
- Brothers in Arms: Road to Hill 30 : la división aparece en el nivel final "No Better Spot To Die" en la batalla de Bloody Gulch.